# Couesmes-Vaucé
Couesmes-Vaucé è un comune francese di 400 abitanti situato nel dipartimento della Mayenne nella regione dei Paesi della Loira.
Couesmes-Vaucé è un piccolo comune, con solo 300 proprietà e al censimento del 2 019 378 abitanti.
Couesmes-Vaucé è vicino sia alla Normandia che alla Bretagna e si trova a circa 20 miglia dalle città circostanti di Rennes e Le Mans. Il villaggio è situato nel cuore di una regione agricola nota per il buon cibo e il sidro.
C'è una comunità inglese fiorente e ben integrata fondata da oltre trent'anni.

## Società

### Evoluzione demografica
Abitanti censiti